# Poli(glicerolo-fosfato) alfa-glucosiltransferasi
La poli(glicerolo-fosfato) alfa-glucosiltransferasi è un enzima appartenente alla classe delle transferasi, che catalizza la seguente reazione:
UDP-glucosio + poli(glicerolo fosfato) ⇄ UDP + O-(α-D-glucosile)poli(glicerolo fosfato)